# Campeonato Amazonense de Futebol de 2013 - Segunda Divisão
O Campeonato Amazonense de 2013 - Segunda Divisão foi a 5ª edição desta competição futebolística organizada pela Federação Amazonense de Futebol (FAF).
O campeão desta edição foi o Manaus, em sua primeira participação em competições profissionais. Na sua campanha, sagrou-se vencedor dos dois turnos, sem precisar de uma final. O vice-campeão foi o Nacional Borbense, que também conquistou o acesso.

## Participantes em 2013
O campeonato será disputado em grupo único, de dois turnos de pontos corridos jogando todos contra todos. Os campeões da cada turno garantem o acesso à Primeira divisão e fazem a final do torneio. Em caso de campeão direto, o melhor pontuador na classificatória geral fica com a vaga.

O Nacional de Borba, que ensaia o profissionalismo desde 2007, finalmente tem a palavrados seus dirigentes que se profissionalizará, outro que estreia em 2013 é o Manaus F.C., que foi fundado por ex-dirigentes de grandes clubes do futebol amazonense. Também foi confirmada a participação do CDC Manicoré, que foi rebaixado em 2012.
Em 8 de agosto, pouco mais de um mês antes do inicio da competição, o Operário de Manacapuru oficializou sua desistência, que, segundo o diretor técnico da FAF se deu por falta de recursos.
| Equipe   | Cidade   | Em 2012   | Estádio                           | Capacidade |
| Manicoré | Manicoré | 9º (1ª)   | Flávia Oliveira                   | 3 500      |
| Manaus   | Manaus   | Estreante | Estádio Francisco Garcia (Chicão) | 5 000      |
| Nacional | Borba    | Estreante | Gerdilson Bentes                  | 4 000      |

* Por falta de estádios em Manaus, o clube da capital resolveu fazer parceria com um município do interior do estado. O Manaus F.C. jogará em Rio Preto da Eva.
* O município de Borba, que já havia feito uma parceria com o Tarumã tem pela primeira vez seu clube profissional: o localmente tradicional Nacional Borbense.

## Resultados

### Primeiro turno
| Pos | Equipe            | Pts | J | V | E | D | GP | GC | SG | Classificado |     | MFC | NAC | MNC |
| --- | ----------------- | --- | - | - | - | - | -- | -- | -- | ------------ | --- | --- | --- | --- |
| 1   | Manaus            | 6   | 2 | 2 | 0 | 0 | 9  | 3  | +6 | Campeão      |     | —   | 7–2 | —   |
| 2   | Nacional Borbense | 3   | 2 | 1 | 0 | 1 | 4  | 7  | −3 |              |     | —   | —   | 2–0 |
| 3   | Manicoré          | 0   | 2 | 0 | 0 | 2 | 1  | 4  | −3 |              | 1–2 | —   | —   |     |

### Segundo turno
| Pos | Equipe            | Pts | J | V | E | D | GP | GC | SG | Classificado |   | MFC | NAC | MNC |
| --- | ----------------- | --- | - | - | - | - | -- | -- | -- | ------------ | - | --- | --- | --- |
| 1   | Manaus            | 6   | 2 | 2 | 0 | 0 | 7  | 1  | +6 | Campeão      |   | —   | —   | 4–1 |
| 2   | Nacional Borbense | 3   | 2 | 1 | 0 | 1 | 1  | 3  | −2 |              |   | 0–3 | —   | —   |
| 3   | Manicoré          | 0   | 2 | 0 | 0 | 2 | 1  | 5  | −4 |              | — | 0–1 | —   |     |